# 6938 Soniaterk
6938 Soniaterk este un asteroid din centura principală de asteroizi.

## Descriere
6938 Soniaterk este un asteroid din centura principală de asteroizi. A fost descoperit pe 25 septembrie 1973 la Observatorul Palomar de Cornelis Johannes van Houten, Ingrid van Houten-Groeneveld și Tom Gehrels. Asteroidul prezintă o orbită caracterizată de o semiaxă mare de 3,00 ua, o excentricitate de 0,09 și o înclinație de 9,1° în raport cu ecliptica.